# Beigesetzter
Beigesetzter stand im 17. Jahrhundert in Mitteldeutschland kurz für beigesetzter Pfarrer und bezeichnete den Amtsgehilfen eines evangelischen Pfarrers. Weitere Begriffe sind Amtssubstitut und Pfarradjunkt.